# Clarinetto basso

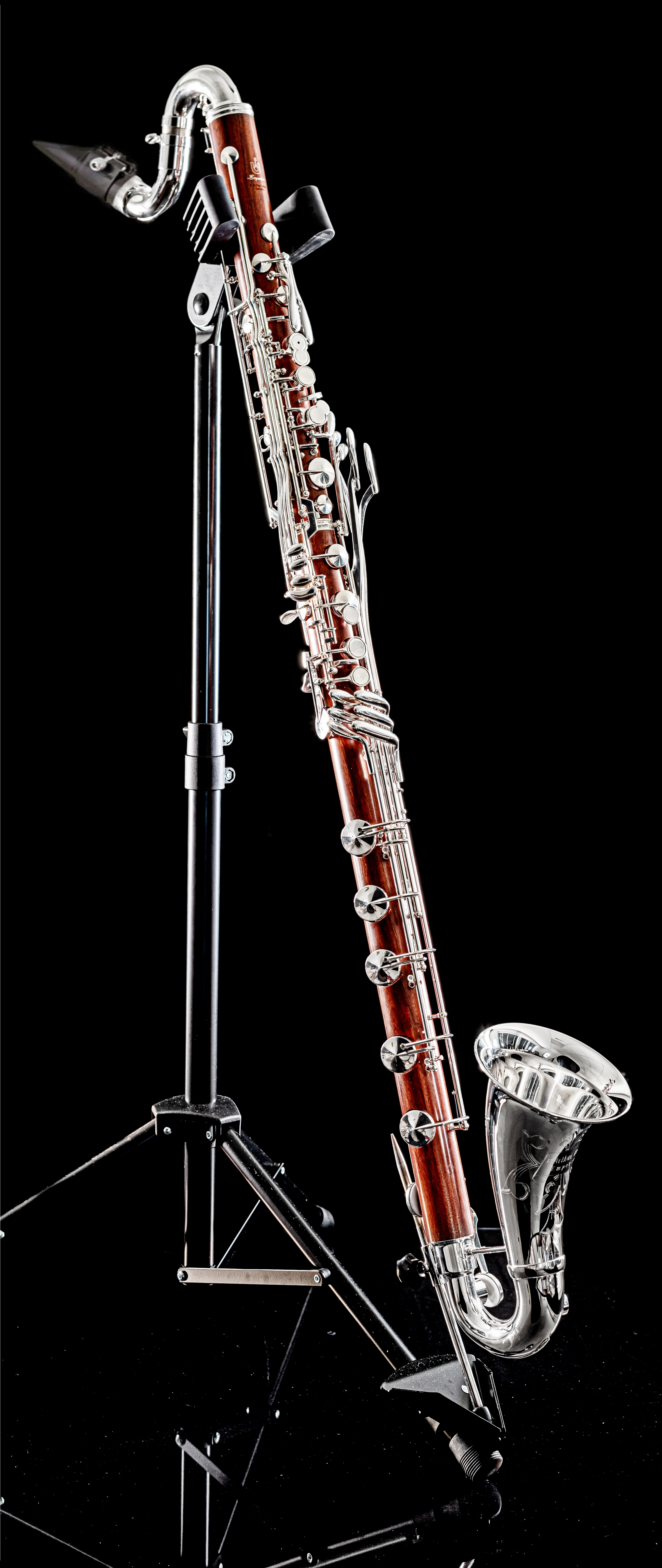
Clarinetto basso a Do profondo

Il clarinetto basso è uno strumento musicale a fiato (strumento traspositore ad ancia semplice) appartenente alla famiglia dei clarinetti. Questo strumento è tagliato in Si♭, un'ottava sotto il clarinetto soprano, ma esistono anche modelli in La.
Il clarinetto basso nella sua forma moderna, che gli fu impartita per primo da Adolphe Sax nel 1838, è composto da 5 pezzi: il bocchino (con legatura ed ancia), il collo (o "S"), il pezzo superiore, il pezzo inferiore e la campana (con la caratteristica forma a pipa) e presenta diverse somiglianze col clarinetto contralto e col corno di bassetto, con i quali viene a volte confuso: rispetto a questi ultimi è però più lungo e quindi più grave. A differenza degli altri membri della sua famiglia, si tratta di uno strumento curvo, che l'interprete suona tenendolo verticalmente rispetto al suolo. Lo strumento è abbastanza pesante e perciò viene normalmente supportato da una cinghia appesa al collo del musicista o appoggiato ad un supporto fissato al corpo. Benché, per queste caratteristiche, lo strumento assomigli superficialmente ad un sassofono, si tratta di uno strumento completamente differente, a partire dai materiali (legno) e dalle tecniche di costruzione per arrivare alla sonorità, alle caratteristiche acustiche (corpo cilindrico) e alle tecniche esecutive che sono quelle proprie della famiglia dei clarinetti.
L'estensione del clarinetto basso va normalmente dal Reb sotto la chiave di basso al Sol sopra la chiave di violino, anche se gli esecutori esperti raggiungono il Re con due tagli: si possono anche trovare riferimenti per diteggiature fino al secondo Do sopra il rigo - Do8, di esecuzione sempre più difficile: in ogni caso è raro trovare pezzi con note sopra il Do6. Sono anche abbastanza diffusi modelli "discendenti" di clarinetto basso: il pezzo inferiore è più lungo e munito di chiavi che permettono di scendere fino al Sib sotto la chiave di basso. Il clarinetto basso ha quindi un'estensione utile di circa quattro ottave, rivaleggiante con quella del fagotto (la scarsità di letteratura per clarinetto basso solista fa quindi sì che molti interpreti si cimentino con trascrizioni di lavori per fagotto).
Il timbro del clarinetto basso è molto distintivo e più ricco di quello di strumenti di estensione simile.
L'utilizzo in orchestra è rilevante: il primo caso è nell'opera inedita di Saverio Mercadante, "Emma di Antiochia" Napoli 1835 prima rappresentazione "Teatro Real di San Carlo",  il secondo caso è il famoso passaggio ne Gli ugonotti di Meyerbeer. Giuseppe Verdi ne fece uso in caratteristici passaggi di Aida, Ernani, Otello, Macbeth, La forza del destino. Pëtr Il'ič Čajkovskij lo rese protagonista di un delizioso dialogo con la celesta nel balletto Lo schiaccianoci, episodio Danza della Fata Confetto. Anche Richard Wagner lo utilizzò in numerose opere (in questi casi il clarinetto basso ha una grande importanza): "Tristano e Isotta", "La Valchiria". Negli ultimi decenni il clarinetto basso ha trovato sporadico impiego anche al di fuori della musica classica, specificamente nel jazz, genere in cui fu introdotto da Eric Dolphy, e nel quale ha finito per assumere una presenza che rivaleggia con quella degli altri, più diffusi, membri della famiglia.